# Artavasdes II. (Atropatene)
Artavasdes II. (* um oder kurz vor 59 v. Chr.; † kurz vor 20 v. Chr.) war Sohn und Nachfolger des Königs Ariobarzanes I. von Media Atropatene.

## Leben
Beim Partherfeldzug des Triumvirn Marcus Antonius 36 v. Chr. war Artavasdes mit dem Partherkönig Phraates IV. verbündet. Antonius stieß zunächst von Zeugma nach Norden über Armenien in das Reich des Artavasdes vor, weil er das Partherreich nicht von Westen her auf kürzestem Weg, sondern überraschend von Norden her angreifen wollte. Diese Strategie wurde dem Antonius angeblich von Artavasdes II. von Armenien eingegeben, der ein Feind des gleichnamigen Mederkönigs war. Der Triumvir zog mit seinen Truppen in Eilmärschen vor die gut befestigte atropatenische Hauptstadt Phraaspa, wohin Artavasdes seine Familie in Sicherheit gebracht hatte. Der Mederkönig selbst hatte sich zum Heer des Phraates begeben. Antonius konnte Phraaspa nicht einnehmen und belagerte die Stadt. Währenddessen vernichteten Artavasdes und der Partherfeldherr Monaises die zwei Legionen eines Feldherrn des Antonius, Oppius Statianus, der mit den Belagerungsmaschinen langsam hinter Antonius’ Heer hergezogen war. Ohne diese Maschinen war aber die Erstürmung von Phraaspa nahezu aussichtslos, so dass sich Antonius zurückziehen musste und gar nicht bis ins Partherreich kam.
Zwar hatte Artavasdes sich gegen die Römer behauptet, allerdings war sein Reich ziemlich verwüstet worden und sein stärkerer Bundesgenosse, Phraates IV., behandelte ihn herablassend und behielt den größten Teil der Beute für sich. Daher bot der Mederkönig 35 v. Chr. durch Vermittlung des pontischen Königs Polemon I. dem Antonius ein Bündnis gegen die Parther an, das dieser gern annahm. Zur Vertiefung der Freundschaft wurde nach dem Armenienfeldzug des Triumvirn (34 v. Chr.) dessen Sohn von Kleopatra VII., Alexander Helios, mit Artavasdes’ Tochter Iotape verlobt, obwohl beide noch Kleinkinder waren. Am Fluss Araxes traf Antonius 33 v. Chr. mit seinem Koalitionspartner zusammen. Laut Vereinbarung sollte Marcus Antonius Artavasdes gegen die Parther und umgekehrt Artavasdes den Triumvir gegen Gaius Iulius Caesar Octavianus (den späteren Kaiser Augustus) unterstützen. Beide tauschten auch untereinander Truppenteile. Das Reich des Artavasdes wurde um Teile Armeniens erweitert, während der römische Feldherr ein im Partherkrieg von den Medern dem Oppius Statianus abgejagtes Feldzeichen zurückerhielt und auch Iotape mitnehmen konnte. Zunächst konnte sich Artavasdes mit den römischen Hilfstruppen des Antonius gegen einen Angriff der Parther und ihres Anwärters auf den armenischen Thron, Artaxes, behaupten. Als aber Antonius vor der Schlacht bei Actium seine Soldaten zurückbeorderte, jedoch die medischen Hilfstruppen nicht wieder heimschickte, besiegten und ergriffen die Parther den Artavasdes (30 v. Chr.) und wurden zugleich Herren von Medien sowie Armenien.
Es gelang Artavasdes, aus seiner Gefangenschaft zu Augustus zu entfliehen, der ihn freundlich aufnahm, seine Tochter Iotape zurückgab und ihn zum Klientelkönig von Kleinarmenien machte. Er starb kurz vor 20 v. Chr. im Alter von 39 Jahren anscheinend in Rom. Sein Sohn Ariobarzanes II. war auch einige Zeit König von Media Atropatene.